# Ochre Court
Ochre Court es una gran mansión estilo castillo en Newport, Rhode Island, Estados Unidos. Encargado por Ogden Goelet, fue construido a un costo de 4,5 millones $ en 1892. Es la segunda mansión más grande de Newport después de la cercana The Breakers. Estas dos mansiones, junto con Belcourt Castle (la tercera mansión más grande) y Marble House, fueron diseñadas por el arquitecto Richard Morris Hunt. Es propiedad de la Universidad Salve Regina .

## Historia
Los Goelet eran una dinastía estadounidense que había pasado de ser un humilde comercio del siglo XVIII a grandes inversiones en el siglo XIX. Ogden Goelet fue banquero, inversor inmobiliario y navegante competitivo. Su esposa, Mary Wilson Goelet, supervisó el funcionamiento de Ochre Court durante una típica temporada de verano de ocho semanas. Esto generalmente requería veintisiete sirvientes de la casa, ocho cocheros y mozos de cuadra y doce jardineros.
Richard Morris Hunt diseñó, modelándola en los castillos del Valle del Loira en Francia. El diseño es de estilo arquitectónico Luis XIII, con techos altos, torres, chimeneas altas y buhardillas elaboradas. La decoración elaborada se ve por dentro y por fuera en pinturas de techo de estilo clásico, heráldica, emblemas y estatuas tallados y una profusión de vidrieras.
La hija de Goelet, May, se casó con Henry Innes-Ker, octavo duque de Roxburghe, llevándose consigo una dote de ocho millones de dólares. Su hijo, Robert Goelet IV, era un hombre de negocios interesado en los ferrocarriles, hoteles y bienes raíces estadounidenses. Robert le dio Ochre Court a las Hermanas de la Misericordia en 1947.

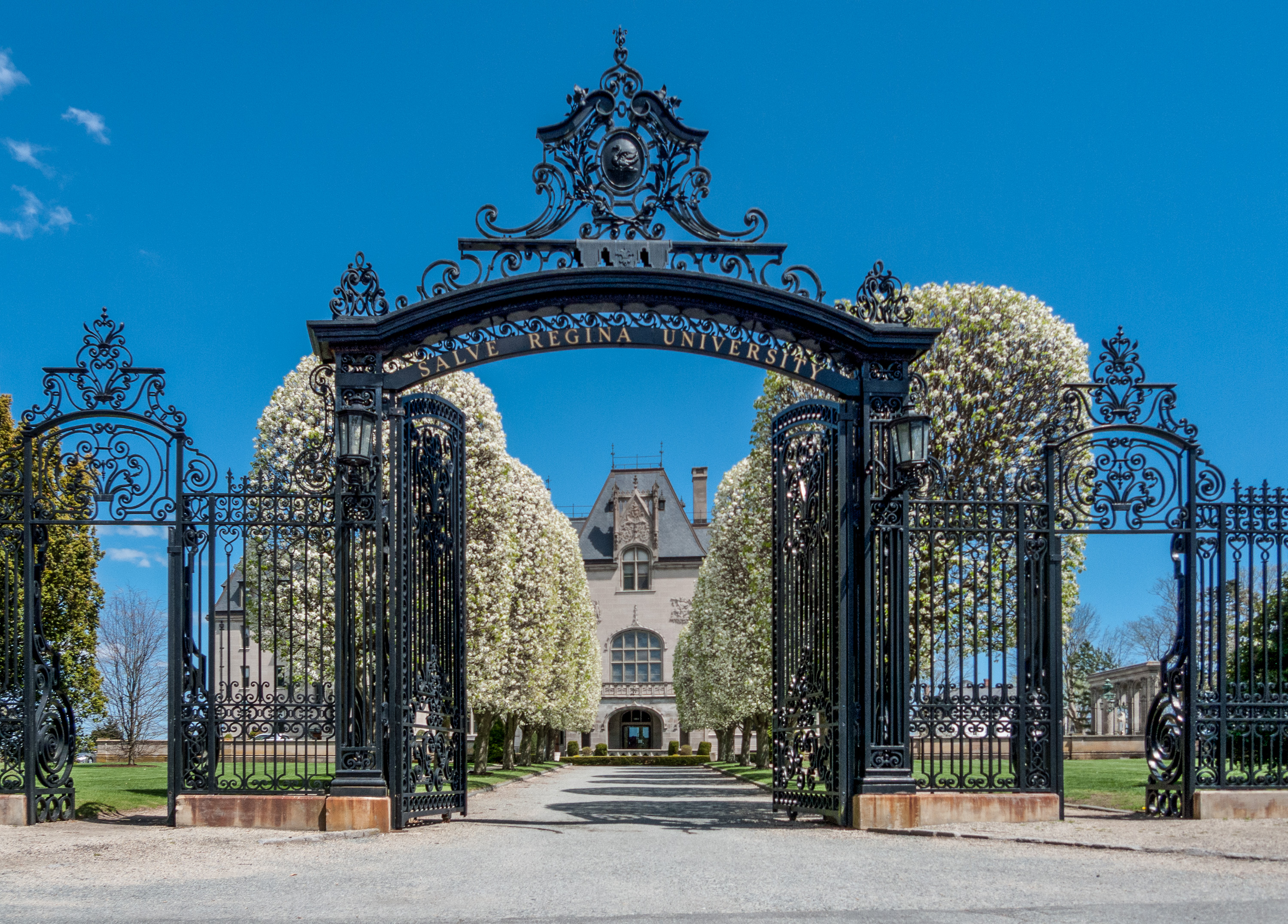
Las puertas de la Universidad Salve Regina enmarcan la entrada del edificio
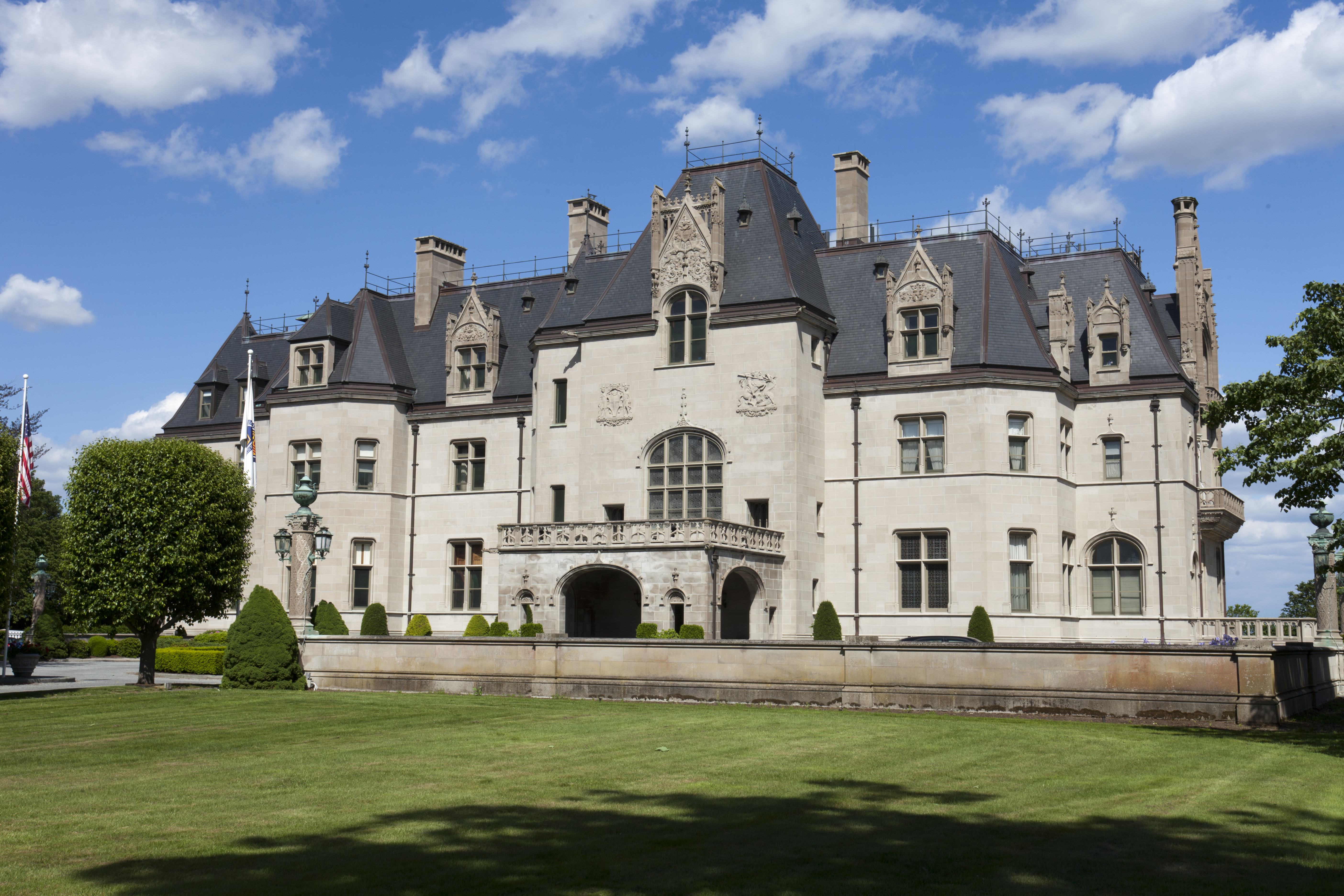
Elevación frontal
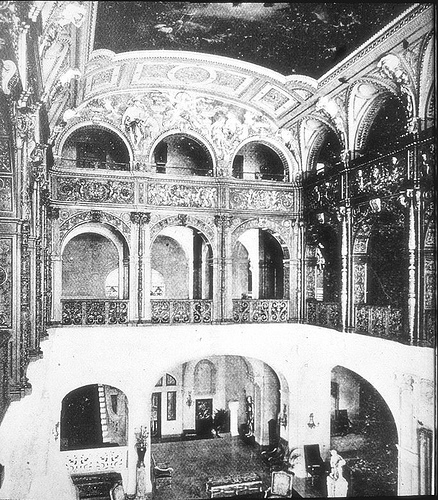
Una vista interior de época

## En la cultura popular
El exterior se usó para la película True Lies para representar la mansión suiza en la que Arnold Schwarzenegger se infiltra y luego escapa en la secuencia de apertura.
En el videojuego Payday 2, la arquitectura de Shacklethorne Mansion, una mansión ficticia que es la ubicación del atraco de la subasta de Shacklethorne en el juego, se inspiró en la parte trasera de Ochre Court. La subasta de Shacklethorne no tiene lugar en Newport, sino en Salem, Massachusetts .

## Otras lecturas
- Bernier, María. "Guía de los documentos de la familia Goelet". Universidad Salve Regina. 2008. Web. 16 de mayo de 2016

- Datos: Q7076384
- Multimedia: Ochre Court / Q7076384